# 로버트 벨라
로버트 벨라(Robert Bella, 1963년 8월 23일 ~ )는 미국의 배우, 연극 배우, 각본가, 무대 연출가이다.
브루클린에서 태어났다.

## 영화
- 스팽코 (2018년)
- 아이 엠 넘버 포 (2011년)
- 리벤저스 Inc. (2008년)
- 콜린 피츠 살아있다! (1997년)
- 더 컨텐더스 (1993년)